# جورج شيندلر
جورج شيندلر (بالإنجليزية: George Schindler)‏ هو ساحر استعراضي أمريكي، ولد في 31 مارس 1929 في بروكلين في الولايات المتحدة.

## وصلات خارجية
- الموقع الرسمي
- جورج شيندلر على موقع IMDb (الإنجليزية)
- جورج شيندلر على موقع قاعدة بيانات الفيلم (الإنجليزية)